# A Waltz Through the Hills
A Waltz Through the Hills – australijski telewizyjny dramat przygodowy z 1988 roku, w reżyserii Franka Arnolda. Scenariusz na podstawie książki Geralda Glaskina o tym samym tytule.
Film kręcono w Armadale i Yealering w stanie Australia Zachodnia.

## Fabuła
Akcja filmu rozgrywa się w Zachodniej Australii w 1954 roku.
11-letni Andy i jego 5-letnia siostra Sammy pewnego dnia dowiadują się, że ich matka z powodu ciężkiej choroby musiała pójść do szpitala na operację. Niestety po kilku dniach umiera. Andy i Sammy zostają sierotami. Dzieci mieszkają w hotelu prowadzonym przez znajomych matki, Berta i Molly Thompson. Molly Thompson chce je przyjąć, ale jej mąż nie. Andy podsłuchuje rozmowę, w której dowiaduje się, że on i Sammy zostaną odesłani do sierocińca, a tam zostaną rozdzieleni. Andy i Sammy postanawiają uciec.
Celem ucieczki jest Perth, ponieważ stamtąd postanawiają popłynąć do mieszkających w Anglii, dziadków. Dotarcie do Perth nie jest takie proste, ponieważ ich tropem podążają: poszukująca ich policja oraz państwo Thompson.

## Główne role
- Dan O’Herlihy – wuj Tom
- Ernie Dingo – Frank Smith
- Andre Jansen – Andy Dean
- Tina Kemp – Sammy Dean
- Maggie Wilde West – Molly Thompson
- Geoffrey Atkins – Bert Thompson
- Michael Carman – sierżant Rawling
- Robert Faggetter – Dave Brown
- John Adam – starzec
- Libby Stone – Danny Wandi
- Don Halbert – Gates

## Nagrody i nominacje
- Wygrana – Australijska Akademia Sztuk Filmowych i Telewizyjnych AACTA 1988 – za: Najlepszy aktor w filmie telewizyjnym, Ernie Dingo[3]